# Кипърско кралство
Вижте пояснителната страница за други значения на Кипър.
Кипърското кралство е историческа държава на остров Кипър. Създадено е през 1192 г. от рицарите кръстоносци по време на Третия кръстоносен поход. То просъществува до 1489 г. и през цялата си история е управлявано от френската династия Лузинян.

## История
През 1191 г. английският крал Ричард I завладява остров Кипър, който дотогава е територия на Византия, управлявана от местния отцепник и претендент за византийския престол Исак Дука Комнин (1155 – 1195). След като успява да завоюва острова, крал Ричард I го продава на Ордена на тамплиерите, който от своя страна го препродава на йерусалимския крал Ги дьо Лузинян, след като последният е изгонен от кралството си. Неговият брат и наследник Амори I (Емери) успява да получи кралска корона, след като става васал на Хайнрих VI, император на Свещената Римска империя. Малцинството католически преселници на острова заселва по-големите градски центрове като пристанищния град Фамагуста и столицата Никозия, докато местните православни жители продължават да обитават предимно провинциалните части на острова. Католиците заселници обаче запазват за себе си упражняването на властта над новото кралство, която преповтаря модела на Йерусалимското кралство. На местната православна и автокефална Kипърска архиепископия е позволено да продължи съществуването си на острова, но нейните права и владения са силно ограничени в полза на Католическата църква.
След смъртта на Амори II властта над кралството преминава последователно в ръцете на няколко малолетни момчета, вместо които управляват регенти – представители на рода Ибелин, които разполагали със значителна власт и в бившето Йерусалимско кралство. През 1229 г. Ибелините са прогонени от Кипър от император Фридрих II, който пренася на острова враждата между гвелфи и гибелини. Потомците на Фридрих Хоенщауфен продължават да управляват владенията на йерусалимската корона до 1268, когато кипърският крал Хуго III завладява Акра и отново обединява короните и владенията на Кипър и Йерусалим под своя скиптър. Йерусалимските територии окончателно отпадат от владенията на кипърските крале по време на управлението на Анри II Кипърски през 1291 г., но следващите кипърски крале продължават да се титулуват крале на Йерусалим.
Кипърското кралство е силно феодализирано и се отличава със значителното богатство на своите крале. След загубата на Акра през 1291 година Кипър се превръща в основен център на търговията в Източното Средиземноморие. Това е причината местните владетели често да се намират в конфликт с италианските търговци, най-вече генуезците, които постепенно започват да доминират на острова. Поради тази причина Кипърското кралство подкрепя френския крал и авиньонските папи в Голямата схизма в Католическата църква, надявайки се, че французите ще прогонят италианците от острова.
Кипърските крале запазват жива кръстоносната идея и островът става база за контраатаки срещу мюсюлманите. През 1361 г. крал Петър I организира кръстоносна кампания и завладява Адалия (днешна Анталия), а след като събира финансови средства и наемници от Западна Европа, през 1365 г. завладява и плячкосва Александрия. Не успява обаче да затвърди завоеванията си и скоро се оттегля. По време на управлението на неговия син се засилва противоборството между Генуа и Венеция за контрол на търговията на острова. Генуа успява да се укрепи във Фамагуста и това намалява просперитета на острова. През 1426 г. военна експедиция от Египет покорява острова и Кипърското кралство става трибутарно зависимо от мамелюците в Кайро. Последният крал от династията Лузинян Жак II се възкачва на трона с помощта на Египет и през 1464 г. успява да прогони генуезците от Фамагуста. Той взема за жена венецианската благородничка Катерина Корнаро, която след смъртта на съпруга си и на престолонаследника е принудена да продаде острова на Венеция през 1489 година.

## Кипърски монарси
- Ги дьо Лузинян (1192 – 1194)
- Амори дьо Лузинян (1194 – 1205) (Amaury)
- Хуго I (1205 – 1218)
- Анри I (1218 – 1253) (Le Gros)
- Хуго II (1253 – 1267) (Huguet)
- Хуго III (1267 – 1284)
- Жан I (1284 – 1285)
- Анри II (1285 – 1324)
  - Амори Тирски (1306 – 1310), регент узурпатор
- Хуго IV (1324 – 1359)
- Петър I (1359 – 1369)
- Петър II (1369 – 1382) (Perrin)
- Жак I (1382 – 1398)
- Янус (1398 – 1432)
- Жан II (1432 – 1458)
- Шарлот (1458 – 1464) и 1459 – 1464 със съпруга си Лудовико, граф на Женева
- Жак II (1464 – 1473) (Jacques le Bâtard)
- Жак III (1473 – 1474)
- Катерина Корнаро (1474 – 1489)